# Élections provinciales néerlandaises de 2011
Les élections provinciales néerlandaises de 2011 (en néerlandais : Provinciale Statenverkiezingen 2011) se tiennent le 2 mars 2011, afin d'élire, au total, les 566 membres des États provinciaux des douze provinces des Pays-Bas.
Ces élections, qui se déroulent quelques mois après la prise de fonction du cabinet Rutte I, issu des élections législatives de 2010, voient un léger renforcement du Parti populaire pour la liberté et la démocratie (VVD) du Premier ministre Mark Rutte. Elles sont les premières élections provinciales auxquelles participe le Parti pour la liberté (PVV), mené par Geert Wilders, qui remporte le Limbourg.
Elles précèdent les élections sénatoriales du 23 mai, permettant le choix des grands électeurs en vue de celles-ci.

## Considérations générales

### Territoires concernés

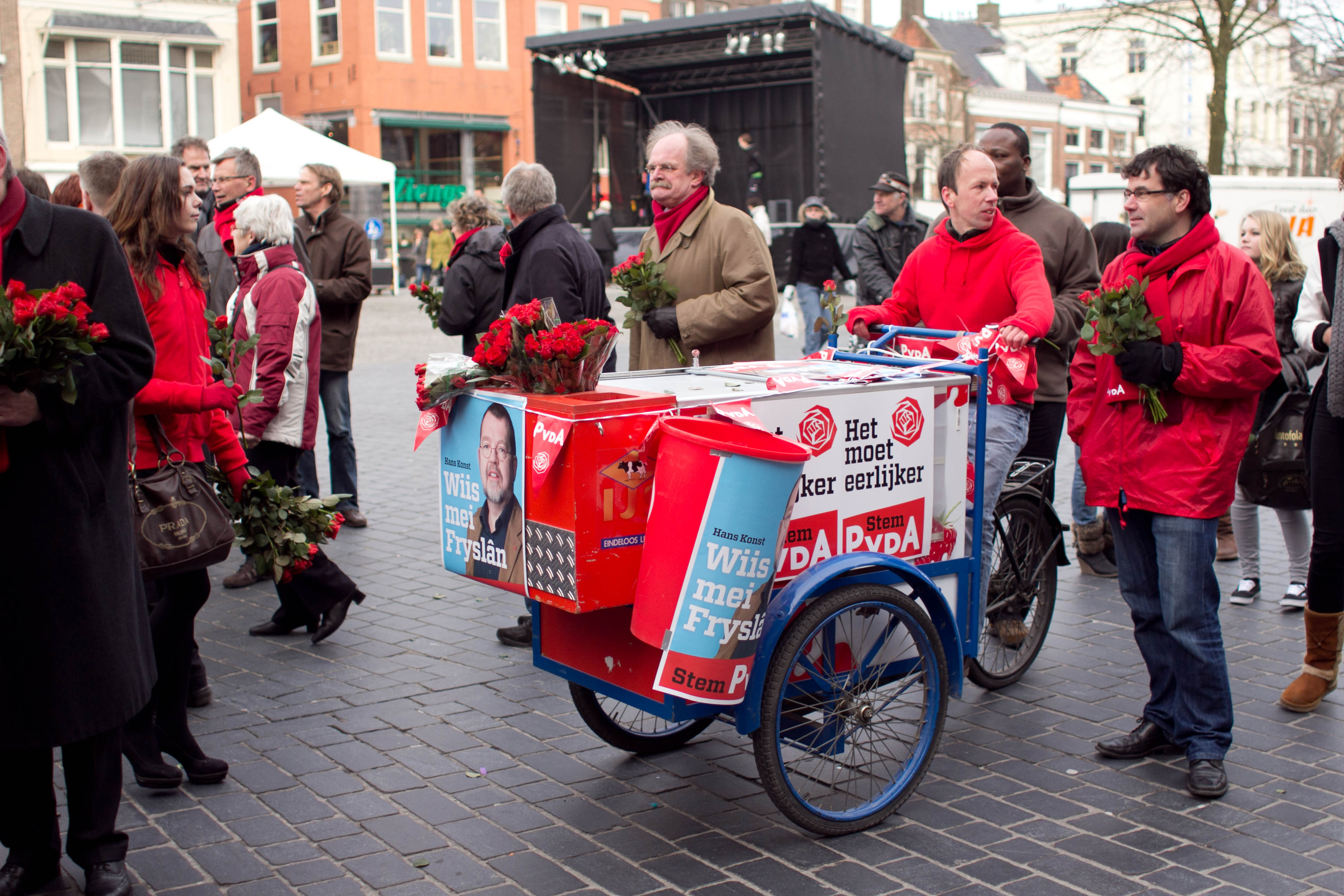
Campagne du Parti travailliste à Leeuwarden (Frise).

Étaient renouvelés les États provinciaux (Provinciale Staten) des douze provinces néerlandaises ainsi que les assemblées des trois communes spéciales composant les Pays-Bas caribéens : Bonaire, Saba et Saint-Eustache.

### Conditions de suffrage actif
Seuls ont pu voter les personnes physiques jouissant de la nationalité néerlandaise, âgées de dix-huit ans le jour du scrutin et qui résident dans la province. Les citoyens néerlandais expatriés, même inscrits sur les registres électoraux communaux, n'ont donc pu prendre part au vote.

## Résultats

### Au niveau national
| Parti                          | Parti                                                  | Suffrages (%) | +/-   | Élus | +/- |
| ------------------------------ | ------------------------------------------------------ | ------------- | ----- | ---- | --- |
|                                | Parti populaire pour la liberté et la démocratie (VVD) | 19,6 %        | +1,5  | 113  | +11 |
|                                | Parti travailliste (PvdA)                              | 17,3 %        | -0,6  | 108  | -6  |
|                                | Appel chrétien-démocrate (CDA)                         | 14,2 %        | -10,8 | 86   | -65 |
|                                | Parti pour la liberté (PVV)                            | 12,4 %        | +12,4 | 69   | +69 |
|                                | Parti socialiste (SP)                                  | 10,2 %        | -4,6  | 57   | -26 |
|                                | Démocrates 66 (D66)                                    | 8,3 %         | +5,7  | 42   | +33 |
|                                | Gauche verte (GL)                                      | 6,3 %         | +0,2  | 33   | ±   |
|                                | Union chrétienne (CU)                                  | 3,3 %         | -2,2  | 23   | -15 |
|                                | Parti politique réformé (SGP)                          | 2,2 %         | -0,2  | 12   | -1  |
|                                | Autres                                                 | 5,2 %         | n/a   | 22   | +1  |
| Total (participation : 55,9 %) | Total (participation : 55,9 %)                         | 99,0 %        | n/a   | 566  | +2  |

### Par province

#### Brabant-Septentrional
- Commissaire de la Reine : Wim van de Donk (CDA)

| Parti                          | Parti                                                  | Suffrages (%) | +/-   | Élus | +/- |
| ------------------------------ | ------------------------------------------------------ | ------------- | ----- | ---- | --- |
|                                | Parti populaire pour la liberté et la démocratie (VVD) | 20,7 %        | +1,8  | 12   | +1  |
|                                | Appel chrétien-démocrate (CDA)                         | 17,4 %        | -13,8 | 10   | -8  |
|                                | Parti pour la liberté (PVV)                            | 14,0 %        | +14,0 | 8    | +8  |
|                                | Parti socialiste (SP)                                  | 13,8 %        | -7,2  | 8    | -4  |
|                                | Parti travailliste (PvdA)                              | 13,4 %        | -0,7  | 7    | -1  |
|                                | Démocrates 66 (D66)                                    | 8,0 %         | +5,9  | 5    | +4  |
|                                | Gauche verte (GL)                                      | 5,9 %         | +1,8  | 3    | +1  |
|                                | CU – SGP                                               | 1,5 %         | -1,2  | 0    | -1  |
|                                | Autres                                                 | 3,0 %         | n/a   | 1    | ±   |
| Total (participation : 51,4 %) | Total (participation : 51,4 %)                         | 96,0 %        | n/a   | 55   | ±   |

#### Drenthe
- Commissaire de la Reine : Jacques Tichelaar (PvdA)

| Parti                          | Parti                                                  | Suffrages (%) | +/-  | Élus | +/- |
| ------------------------------ | ------------------------------------------------------ | ------------- | ---- | ---- | --- |
|                                | Parti travailliste (PvdA)                              | 26,4 %        | -0,8 | 12   | -1  |
|                                | Parti populaire pour la liberté et la démocratie (VVD) | 18,9 %        | +2,2 | 9    | +1  |
|                                | Appel chrétien-démocrate (CDA)                         | 14,7 %        | -6,5 | 6    | -4  |
|                                | Parti pour la liberté (PVV)                            | 9,8 %         | +9,8 | 4    | +4  |
|                                | Parti socialiste (SP)                                  | 9,7 %         | -2,6 | 4    | -1  |
|                                | Démocrates 66 (D66)                                    | 6,2 %         | +4,3 | 2    | +2  |
|                                | Gauche verte (GL)                                      | 5,3 %         | +0,6 | 2    | ±   |
|                                | Union chrétienne (CU)                                  | 5,5 %         | -2,1 | 2    | -1  |
| Total (participation : 58,6 %) | Total (participation : 58,6 %)                         | 96,5 %        | n/a  | 41   | ±   |

#### Flevoland
- Commissaire de la Reine : Leen Verbeek (PvdA)

| Parti                          | Parti                                                  | Suffrages (%) | +/-   | Élus | +/- |
| ------------------------------ | ------------------------------------------------------ | ------------- | ----- | ---- | --- |
|                                | Parti populaire pour la liberté et la démocratie (VVD) | 23,0 %        | +0,2  | 10   | +1  |
|                                | Parti travailliste (PvdA)                              | 15,9 %        | -1,1  | 6    | -1  |
|                                | Parti pour la liberté (PVV)                            | 15,0 %        | +15,0 | 6    | +6  |
|                                | Appel chrétien-démocrate (CDA)                         | 10,6 %        | -8,4  | 4    | -4  |
|                                | Parti socialiste (SP)                                  | 8,6 %         | -5,4  | 3    | -3  |
|                                | Démocrates 66 (D66)                                    | 6,5 %         | +4,4  | 3    | +3  |
|                                | Union chrétienne (CU)                                  | 6,0 %         | -5,2  | 3    | -2  |
|                                | Gauche verte (GL)                                      | 5,7 %         | +0,2  | 2    | ±   |
|                                | Parti politique réformé (SGP)                          | 3,3 %         | -0,2  | 1    | ±   |
|                                | Autres                                                 | 2,5 %         | n/a   | 1    | ±   |
| Total (participation : 53,5 %) | Total (participation : 53,5 %)                         | 95,1 %        | n/a   | 39   | ±   |

#### Frise
- Commissaire de la Reine : John Jorritsma (VVD)

| Parti                          | Parti                                                  | Suffrages (%) | +/-  | Élus | +/- |
| ------------------------------ | ------------------------------------------------------ | ------------- | ---- | ---- | --- |
|                                | Parti travailliste (PvdA)                              | 23,7 %        | -1,9 | 11   | -1  |
|                                | Appel chrétien-démocrate (CDA)                         | 17,7 %        | -8,0 | 8    | -4  |
|                                | Parti populaire pour la liberté et la démocratie (VVD) | 13,8 %        | +3,8 | 8    | +1  |
|                                | Parti national frison (FNP)                            | 9,2 %         | -1,5 | 4    | -1  |
|                                | Parti pour la liberté (PVV)                            | 8,4 %         | +8,4 | 4    | +4  |
|                                | Parti socialiste (SP)                                  | 8,4 %         | -1,2 | 3    | -1  |
|                                | Union chrétienne (CU)                                  | 6,4 %         | -1,8 | 3    | ±   |
|                                | Gauche verte (GL)                                      | 5,2 %         | +1,3 | 2    | ±   |
|                                | Démocrates 66 (D66)                                    | 4,2 %         | +2,9 | 2    | ±   |
| Total (participation : 59,9 %) | Total (participation : 59,9 %)                         | 97,0 %        | n/a  | 43   | ±   |

#### Groningue
- Commissaire de la Reine : Max van den Berg (PvdA)

| Parti                          | Parti                                                  | Suffrages (%) | +/-  | Élus | +/- |
| ------------------------------ | ------------------------------------------------------ | ------------- | ---- | ---- | --- |
|                                | Parti travailliste (PvdA)                              | 24,9 %        | -1,3 | 12   | ±   |
|                                | Parti populaire pour la liberté et la démocratie (VVD) | 13,1 %        | +1,4 | 6    | +1  |
|                                | Parti socialiste (SP)                                  | 12,8 %        | -3,1 | 6    | -1  |
|                                | Appel chrétien-démocrate (CDA)                         | 12,0 %        | -7,4 | 5    | -4  |
|                                | Démocrates 66 (D66)                                    | 7,8 %         | +5,2 | 3    | +2  |
|                                | Parti pour la liberté (PVV)                            | 7,7 %         | +7,7 | 3    | +3  |
|                                | Union chrétienne (CU)                                  | 7,6 %         | -2,7 | 3    | -1  |
|                                | Gauche verte (GL)                                      | 7,2 %         | -0,4 | 3    | ±   |
|                                | Autres                                                 | 5,3 %         | n/a  | 2    | ±   |
| Total (participation : 58,2 %) | Total (participation : 58,2 %)                         | 98,1 %        | n/a  | 43   | ±   |

#### Gueldre
- Commissaire de la Reine : Clemens Cornielje (VVD)

| Parti                          | Parti                                                  | Suffrages (%) | +/-   | Élus | +/- |
| ------------------------------ | ------------------------------------------------------ | ------------- | ----- | ---- | --- |
|                                | Parti populaire pour la liberté et la démocratie (VVD) | 19,1 %        | +2,5  | 11   | +2  |
|                                | Parti travailliste (PvdA)                              | 16,6 %        | -0,5  | 10   | ±   |
|                                | Appel chrétien-démocrate (CDA)                         | 16,2 %        | -10,7 | 9    | -6  |
|                                | Parti pour la liberté (PVV)                            | 10,4 %        | +10,4 | 6    | +6  |
|                                | Parti socialiste (SP)                                  | 9,7 %         | -4,1  | 6    | -1  |
|                                | Démocrates 66 (D66)                                    | 8,0 %         | +5,7  | 4    | +3  |
|                                | Gauche verte (GL)                                      | 6,2 %         | +0,4  | 3    | ±   |
|                                | Union chrétienne (CU)                                  | 4,9 %         | -3,2  | 2    | -2  |
|                                | Parti politique réformé (SGP)                          | 4,6 %         | -0,3  | 2    | -1  |
|                                | Autres                                                 | 3,8 %         | n/a   | 2    | +1  |
| Total (participation : 58,5 %) | Total (participation : 58,5 %)                         | 99,5 %        | n/a   | 55   | +2  |

#### Hollande-Méridionale
- Commissaire de la Reine : Jan Franssen (VVD)

| Parti                          | Parti                                                  | Suffrages (%) | +/-   | Élus | +/- |
| ------------------------------ | ------------------------------------------------------ | ------------- | ----- | ---- | --- |
|                                | Parti populaire pour la liberté et la démocratie (VVD) | 20,8 %        | +0,5  | 12   | ±   |
|                                | Parti travailliste (PvdA)                              | 16,3 %        | -0,7  | 10   | ±   |
|                                | Parti pour la liberté (PVV)                            | 14,5 %        | +14,5 | 8    | +8  |
|                                | Appel chrétien-démocrate (CDA)                         | 11,5 %        | -10,0 | 6    | -7  |
|                                | Parti socialiste (SP)                                  | 9,3 %         | -4,3  | 5    | -3  |
|                                | Démocrates 66 (D66)                                    | 8,7 %         | +6,1  | 5    | +4  |
|                                | Gauche verte (GL)                                      | 5,4 %         | -0,5  | 3    | ±   |
|                                | Union chrétienne (CU)                                  | 4,0 %         | -2,9  | 2    | -2  |
|                                | Parti politique réformé (SGP)                          | 3,9 %         | -0,4  | 2    | ±   |
|                                | Autres                                                 | 4,8 %         | n/a   | 2    | +1  |
| Total (participation : 53,9 %) | Total (participation : 53,9 %)                         | 99,2 %        | n/a   | 55   | ±   |

#### Hollande-Septentrionale
- Commissaire de la Reine : Johan Remkes (VVD)

| Parti                          | Parti                                                  | Suffrages (%) | +/-   | Élus | +/- |
| ------------------------------ | ------------------------------------------------------ | ------------- | ----- | ---- | --- |
|                                | Parti populaire pour la liberté et la démocratie (VVD) | 22,3 %        | -0,4  | 13   | ±   |
|                                | Parti travailliste (PvdA)                              | 20,0 %        | +0,7  | 11   | ±   |
|                                | Parti pour la liberté (PVV)                            | 11,8 %        | +11,8 | 6    | +6  |
|                                | Démocrates 66 (D66)                                    | 11,3 %        | +7,5  | 6    | +4  |
|                                | Parti socialiste (SP)                                  | 9,6 %         | -6,1  | 5    | -4  |
|                                | Appel chrétien-démocrate (CDA)                         | 9,0 %         | -8,7  | 5    | -5  |
|                                | Gauche verte (GL)                                      | 8,0 %         | -1,7  | 5    | ±   |
|                                | CU – SGP                                               | 1,7 %         | -1,7  | 1    | -1  |
|                                | Autres                                                 | 6,1 %         | n/a   | 3    | ±   |
| Total (participation : 57,2 %) | Total (participation : 57,2 %)                         | 99,8 %        | n/a   | 55   | ±   |

#### Limbourg
- Commissaire de la Reine : Léon Frissen (CDA)

| Parti                          | Parti                                                  | Suffrages (%) | +/-   | Élus | +/- |
| ------------------------------ | ------------------------------------------------------ | ------------- | ----- | ---- | --- |
|                                | Parti pour la liberté (PVV)                            | 20,6 %        | +20,6 | 10   | +10 |
|                                | Appel chrétien-démocrate (CDA)                         | 19,4 %        | -15,9 | 10   | -8  |
|                                | Parti populaire pour la liberté et la démocratie (VVD) | 16,0 %        | +1,6  | 8    | +1  |
|                                | Parti travailliste (PvdA)                              | 13,5 %        | -2,4  | 6    | -2  |
|                                | Parti socialiste (SP)                                  | 11,9 %        | -6,7  | 6    | -3  |
|                                | Gauche verte (GL)                                      | 5,4 %         | +1,2  | 3    | +1  |
|                                | Démocrates 66 (D66)                                    | 5,2 %         | +2,9  | 2    | +1  |
|                                | Autres                                                 | 3,9 %         | n/a   | 2    | ±   |
| Total (participation : 51,7 %) | Total (participation : 51,7 %)                         | 95,9 %        | n/a   | 47   | ±   |

#### Overijssel
- Commissaire de la Reine : Ank Bijleveld (CDA)

| Parti                          | Parti                                                  | Suffrages (%) | +/-   | Élus | +/- |
| ------------------------------ | ------------------------------------------------------ | ------------- | ----- | ---- | --- |
|                                | Appel chrétien-démocrate (CDA)                         | 21,4 %        | -12,6 | 11   | -6  |
|                                | Parti travailliste (PvdA)                              | 18,1 %        | +0,2  | 9    | ±   |
|                                | Parti populaire pour la liberté et la démocratie (VVD) | 15,8 %        | +2,2  | 8    | +2  |
|                                | Parti pour la liberté (PVV)                            | 8,9 %         | +8,9  | 4    | +4  |
|                                | Parti socialiste (SP)                                  | 8,7 %         | -3,0  | 4    | -2  |
|                                | Démocrates 66 (D66)                                    | 7,4 %         | +5,8  | 3    | +3  |
|                                | Union chrétienne (CU)                                  | 7,2 %         | -3,2  | 3    | -2  |
|                                | Gauche verte (GL)                                      | 5,1 %         | +0,8  | 2    | ±   |
|                                | Parti politique réformé (SGP)                          | 3,3 %         | -0,2  | 2    | ±   |
|                                | Autres                                                 | 2,6 %         | n/a   | 1    | +1  |
| Total (participation : 57,7 %) | Total (participation : 57,7 %)                         | 98,5 %        | n/a   | 47   | ±   |

#### Utrecht
- Commissaire de la Reine : Roel Robbertsen (CDA)

| Parti                          | Parti                                                  | Suffrages (%) | +/-   | Élus | +/- |
| ------------------------------ | ------------------------------------------------------ | ------------- | ----- | ---- | --- |
|                                | Parti populaire pour la liberté et la démocratie (VVD) | 22,2 %        | +2,1  | 11   | +1  |
|                                | Parti travailliste (PvdA)                              | 14,7 %        | -1,1  | 7    | -1  |
|                                | Appel chrétien-démocrate (CDA)                         | 12,0 %        | -10,4 | 6    | -5  |
|                                | Démocrates 66 (D66)                                    | 10,7 %        | +6,7  | 5    | +3  |
|                                | Parti pour la liberté (PVV)                            | 10,6 %        | +10,6 | 5    | +5  |
|                                | Gauche verte (GL)                                      | 9,2 %         | +0,1  | 4    | ±   |
|                                | Parti socialiste (SP)                                  | 8,2 %         | -3,5  | 4    | -1  |
|                                | Union chrétienne (CU)                                  | 4,8 %         | -4,1  | 2    | -2  |
|                                | Parti politique réformé (SGP)                          | 3,0 %         | -0,2  | 1    | ±   |
|                                | Autres                                                 | 4,0 %         | n/a   | 2    | +1  |
| Total (participation : 61,6 %) | Total (participation : 61,6 %)                         | 99,4 %        | n/a   | 47   | ±   |

#### Zélande
- Commissaire de la Reine : Karla Peijs (CDA)

| Parti                          | Parti                                                  | Suffrages (%) | +/-   | Élus | +/- |
| ------------------------------ | ------------------------------------------------------ | ------------- | ----- | ---- | --- |
|                                | Parti populaire pour la liberté et la démocratie (VVD) | 16,8 %        | +2,3  | 7    | +1  |
|                                | Parti travailliste (PvdA)                              | 15,8 %        | +1,6  | 7    | +1  |
|                                | Appel chrétien-démocrate (CDA)                         | 14,2 %        | -10,5 | 6    | -4  |
|                                | Parti pour la liberté (PVV)                            | 11,8 %        | +11,8 | 5    | +5  |
|                                | Parti politique réformé (SGP)                          | 11,1 %        | -0,6  | 4    | -1  |
|                                | Parti socialiste (SP)                                  | 8,5 %         | -4,0  | 3    | -2  |
|                                | Union chrétienne (CU)                                  | 4,7 %         | -3,3  | 2    | -1  |
|                                | Démocrates 66 (D66)                                    | 4,1 %         | +2,8  | 2    | +2  |
|                                | Gauche verte (GL)                                      | 3,6 %         | -1,3  | 1    | -1  |
|                                | Autres                                                 | 5,6 %         | n/a   | 2    | ±   |
| Total (participation : 58,8 %) | Total (participation : 58,8 %)                         | 96,2 %        | n/a   | 39   | ±   |

### Projections sénatoriales
Aux Pays-Bas, l'élection des 75 sénateurs de la Première Chambre des États généraux se tient dans les trois mois suivant les élections aux États provinciaux, dont les membres constituent le collège électoral sénatorial.
| Parti | Parti                                                  | Sénateurs | +/- |
| ----- | ------------------------------------------------------ | --------- | --- |
|       | Parti populaire pour la liberté et la démocratie (VVD) | 16        | +2  |
|       | Parti travailliste (PvdA)                              | 14        | ±   |
|       | Appel chrétien-démocrate (CDA)                         | 11        | -10 |
|       | Parti pour la liberté (PVV)                            | 10        | +10 |
|       | Parti socialiste (SP)                                  | 8         | -4  |
|       | Démocrates 66 (D66)                                    | 6         | +2  |
|       | Gauche verte (GL)                                      | 5         | +1  |
|       | Union chrétienne (CU)                                  | 2         | -2  |
|       | Parti politique réformé (SGP)                          | 1         | -1  |
|       | Autres                                                 | 2         | ±   |
| TOTAL | TOTAL                                                  | 75        | ±   |